# Andre Dirrell
Andre Dirrell (n. 7 septembrie 1983, Flint, Michigan, SUA) este un boxer ce a reprezentat Statele Unite ale Americii, medaliat olimpic. A participat la o ediție a Jocurilor Olimpice (2004) în care a câștigat o medalie de bronz.

## Participări
Lista de mai jos prezintă principalele competiții la care a participat Andre Dirrell de-a lungul carierei.
- boxing at the 2004 Summer Olympics – middleweight[*]